# Moto Islo

Moto Islo fue la primera fábrica de motocicletas de toda Latinoamérica. Es una compañía mexicana fundada en el año 1955 en la ciudad de Saltillo, la capital del estado de Coahuila, México. Recibe su nombre de las iniciales de su creador, Isidro López Zertuche. En sus inicios, utilizaban un motor italiano de 2 tiempos Moto Morini. Durante su existencia fabricaron varios modelos: Cora, Yaqui, Mixteca, Apache, Cooper, AMEX, Zorrito, el motocarro y hasta un sidecar para la motoneta, con una cilindrada que iba desde los 50 hasta los 350 cc.

## Cronología
Moto Islo fue fundada en el año 1955 por Isidro López Zertuche en la ciudad de Saltillo, Coahuila, México. En sus inicios, se fabricaron motocicletas de trabajo muy duraderas y para uso personal, comúnmente conocidas como "motos de tortillero, cartero y de lechero"; eran de 50 cc y motonetas de 175 cc. En su primera época utilizó componentes y motores italianos Franco Morini y Sachs, y también componentes y motores alemanes. Posteriormente, se fabricaron motos tipo "enduro" de 250 cc, conocidas con el nombre de "Cooper", con 4 velocidades y frenos de tambor, era una moto potente, rápida y muy resistente. Posteriormente sacaron una versión "cross" con un motor de 350 cc, que no tuvo mucho éxito por ser muy pesada.
Javier López del Bosque, hijo de Isidro López Zertuche, dirigió la planta de Moto Islo y la creación del equipo de motociclismo Moto Islo del año 1960, el cual obtuvo innumerables éxitos como el de ganar con el piloto Jorge Casares en la ciudad de San Angelo, Texas, Estados Unidos, la gran final de hasta 250cc., con una MOTO ISLO MORINI 175cc, estableciendo un tiempo récord por vuelta que no fue superado hasta diez años después, en ese evento su compañero Jorge Aristi ganó la categoría de 175cc.
Para el año 1963, Gilberto Romo ganaría el campeón Nacional y MOTO ISLO se quedaría con el campeonato por marcas con los pilotos: Jorge Casares, Gilberto Romo, Jorge Aristi, Enrique Hernández, Antonio Serrano y Jorge Algara.
Poco tiempo después se crearía el Premio Internacional de la Amistad, que durante varios años se realizaría en la pista de Lomas de Lourdes de la ciudad de Saltillo, Coahuila, México.
Además de las motos de trabajo y de la Cooper, Islo también fabricó el modelo AMEX, que se adaptó para motocross y pista; y también un modelo para trial de motociclismo de 200 cc con las iniciales GRM (Grapebin Racing Motorcicles) en el tanque de la gasolina.
En el año 1971, se convierte en Islo Honda y en el año 1982, cambia de giro para producir transmisiones para lavadoras y lavadoras de la marca Cinsa.
Posteriormente, la marca Islo se desvaneció del mercado, y no fue hasta el año 2001 cuando el Grupo Moto Road compró la marca Islo junto con la marca Carabela para relanzarlas en el mercado mexicano.
El 23 de octubre del año 2004, fallece Don Javier López Del bosque y el sábado 5 de julio del año 2008, su hermano el Ing. Isidro López Del Bosque "El Chato", hijos del fundador de la marca Moto Islo y directores de CINSA y Moto Islo y que son considerados orgullo del motociclismo nacional en México, impulsando su desarrollo al ofrecer motocicletas de excelente calidad y sobre todo económicas, que aún hoy en día, a pesar de los largos años, varias de estas entrañables motos aún siguen rodando por las calles y carreteras.
Actualmente, a las motos marca Islo las ensamblan en México con piezas hechas en China y sólo les aplican la marca Islo para la venta.

## Características técnicas
Las motocicletas Islo originalmente no contaban con acumulador o batería hasta hoy en día, puesto que la electricidad en realidad la generaban a través de un magneto ubicado dentro del motor. Su voltaje oscila entre 6 y 8 voltios.
Arranque de pedal.
Frenos de tambor.
Los rines podían ser de rayos pero también existían los de plato utilizados sobre todo para los motocarros.
El sidecar era de fibra de vidrio sin amortiguador, freno o electricidad.
la gasolina de estos motores tenía que ser combinada con un aceite de dos tiempos para que el pistón no hiciera tanta fricción con el cilindro por lo que éstas motos arrojaban humo por el escape.

### Características principales del motor 175cc (antes de 1991)
Dos tiempos.............................................175cc

1 cilindro con 15 grados de inclinación. 

Carrera..................................................... 65mm

Diámetro del pistón.................................. 58mm

Volumen: centímetros cúbicos................. 175cc

Potencia a 6000 r.p. m.............................. 10.5hp

Relación de compresión............................8.4:1

Distribución de corrientes cruzadas......... si

Pistón de cabeza redondeada.................. si

Velocidad máxima.....................................120km/h

### Características principales del motor 200cc (antes de 1991)
Dos tiempos............................................... 200cc.

1 cilindro con 15 grados de inclinación.

Carrera.................................................... 57mm

Diámetro del pistón................................ 65mm

Volumen: centímetros cúbicos............... 200cc

Potencia a 6000 r.p. m.............................14.5hp

Relación de compresión.......................... 8.4:1

Distribución de corrientes cruzadas........ si

Pistón de cabeza redondeada................. si

Velocidad máxima................................... 125km/h.